# Chung Vô Diệm
Chung Vô Diệm (chữ Hán: 鐘無艷), họ kép Chung Li (鍾離), tên Xuân (春), là Vương hậu của Tề Tuyên vương, quân chủ nước Tề thời Chiến Quốc trong lịch sử Trung Quốc.
Bà nổi tiếng là người đàn bà có tài, trí tuệ vô song, giúp chồng là Tề Tuyên vương quản lý rất tốt nước Tề. Tuy nhiên dung mạo của bà tương truyền là cực kì xấu xí, được mệnh danh là một trong Ngũ xú Trung Hoa.

## Tiểu sử
Chung Hậu người đất Vô Diệm (无盐; nay thuộc phía đông huyện Đông Bình tỉnh Sơn Đông), vốn gọi Chung Vô Diệm (người họ Chung ở đất Vô Diệm), nhưng dân gian lại truyền tụng cái tên đồng âm là Chung Vô Diệm (鐘無艷; mang nghĩa "Người đàn bà họ Chung xấu xí").
Sách Liệt nữ truyện thời Tây Hán là tài liệu chữ sớm nhất ghi lại hành trạng của bà:「"Chung Ly Xuân, người ấp Vô Diêm nước Tề, là Vương hậu của Tề Tuyên vương. Bà sinh ra trán cao, mắt sâu, bụng dài, chân thô, mũi hếch, xương cổ lòi ra, cổ to, tóc thưa, bụng phệ, lưng gù, da đen đúa. Người xấu xí như vậy, đến 40 tuổi vẫn không gả được, tự tiến cử lên Tuyên vương"; 鍾離春者，齊無鹽邑之女，齊宣王之正后也。其為人也，極醜無雙，臼頭深目，長壯大節，卬鼻結喉，肥項少髮，折腰出匈（通「胸」），皮膚若漆。年四十，行嫁不售，自謁宣王。」.
Sách Yến Tử xuân thu (晏子春秋) cũng nói qua điển tích tự tiến cử mình của Chung hậu. Khi ấy, Chung Vô Diệm cầu kiến Tề Tuyên vương, Vương thấy bà dung mạo kinh hãi, toan đuổi đi, nhưng bà lại chấp tay vào nói:
| “                                   | 今王之國，西有衡秦之患，南有強楚之讎，外有二國之難，一旦山陵崩弛，社稷不安，此一殆也。漸台五重，萬人罷極，此二殆也。賢者伏匿於山林，諂諛者強於左右，此三殆也。飲酒沉湎，以夜繼晝，外不修諸侯之禮，內不秉國家之政，此四殆也。 . Nay quốc gia của Vương, phía Tây có loạn Tần bạo ngược, phía Nam lại có thù với Sở hùng mạnh. Bên ngoài đối phó với 2 nước lớn, một khi núi non băng lỏng, xã tắc bất an, đây là một mối nguy! Tiệm thai ngũ trọng, vạn nhân bãi cực, là cái nguy hiểm thứ hai! Người hiền về rừng núi, kẻ nịnh ở bên cạnh, đó là cái nguy hiểm thứ ba! Chìm đắm rượu chè, đêm cũng như ngày, bên ngoài không tu dưỡng lễ của chư hầu, trong không nắm được triều chính, đó là cái nguy thứ bốn vậy! | ” |
| — Chung Ly Xuân gián Tề Tuyên vương | |   |

Tề Tuyên vương cho rằng bà là một nữ nhân có chí khí, đã quyết định lập bà làm Vương hậu của mình. Về sau, người đời gọi 「Vô Diệm nữ; 無鹽女」 để gọi những phụ nữ xấu xí, đều từ điển tích này.

## Giai thoại
Cuộc đời Chung Vô Diệm lưu lại vô số truyền thuyết trong dân gian. Thời nhà Nguyên, nhà viết kịch trứ danh là Trịnh Quang Tổ (郑光祖) dựa vào câu chuyện về Chung Vô Diệm, viết nên Xú Tề hậu Vô Diệm liên hoàn (丑齐后无艳连环), cũng gọi Trí dũng định Tề (智勇定齐), kể về chiến công điều binh khiển tướng của bà khi bà còn là Vương hậu nước Tề.
Theo vở kịch, Tề Tuyên vương nghe Quân sư Yến Anh đến ấp Vô Diệm, vì nghe nói có một kỳ nữ rất tài đức, khuyên Tề vương đem người ngựa hỏi thăm vị thục nữ này. Sau khi gặp Chung Vô Diệm, Tề vương thấy bà tuy dung mạo rất xấu xí nhưng xuất khẩu cẩn ngôn, lời lẽ không hề tầm thường, bèn nghe theo Yến Anh lập làm Vương hậu. Khi đó, nước Yên cùng nước Tần phái sứ giả đến, khiêu khích quan viên triều đình nước Tề giải được "Ngọc liên hoàn" (玉连环), đàn "Hưởng bồ huyền cầm" (响蒲弦琴). Chung Vô Diệm thay Tề vương giải quyết hết hai bài toán này, khiến sứ giả hai nước chịu nhục, khơi mào chiến tranh. Vào lúc đó, Chung Vô Diệm lãnh binh nước Tề, đánh bại quân hai nước Tần-Yên.
Cũng có một truyền thuyết, Chung Vô Diệm thực chất không phải là người phụ nữ xấu xí mà ngược lại rất xinh đẹp. Từ nhỏ đã theo kỳ nhân dị sĩ học đạo, học một biết mười, một tài nữ văn võ song toàn, tinh thông bói toán và cách bài binh bố trận. Tề Tuyên vương lúc bấy giờ nghe đồn Chung Vô Diệm là kỳ nữ văn võ song toàn, học thức uyên thâm, lại giỏi binh pháp, nên đã thân chinh đi mời nàng về giúp quản lý việc triều chính, để mình có thời gian vui chơi nhiều hơn. Không ngờ ngay cái nhìn đầu tiên, Tuyên vương đã bị sắc đẹp của Chung Vô Diệm hớp hồn, đưa bà về cung và phong làm Vương hậu. Tấm lòng thành của Tuyên vương đã làm Chung Vô Diệm cảm động, bà quyết định giúp Tuyên vương chỉnh đốn lại triều cương. Tuy nhiên, là người tu đạo từ nhỏ Chung hậu đã luyện "Tuyệt Tình công", tức là đoạn tuyệt mọi tình cảm trai gái. Nhưng do nảy sinh tình cảm với Tuyên vương, phạm vào điều cấm kỵ của tu đạo nên Chung Vô Diệm phải gánh chịu hậu quả là trên má trái của bà xuất hiện một cái bớt đỏ, khiến gương mặt xinh đẹp của bà trở nên xấu xí. Tuyên vương lại là người rất ham mê nữ sắc nên sau khi thấy bà có một cái bớt đỏ, khiến gương mặt xinh đẹp trở nên xấu xí thì liền đối xử lạnh nhạt. Chính vì vậy mà sử sách miêu tả bà rất xấu xí phần lớn là do chính Tuyên vương thêu dệt lên. Mặc dù bị đối xử lạnh nhạt về mặt tình cảm vợ chồng nhưng Tuyên vương vẫn không phế bỏ ngôi vị Vương hậu của bà là bởi vì trước những tình thế nguy cấp, Chung Vô Diệm luôn phải đích thân cầm quân ra trận. Lúc đó Tề Tuyên Vương nạp thêm thiếp là Hạ Ninh Xuân phong làm Tây cung nương nương. Tây cung luôn bày cách hãm hại Vô Diệm, nhưng cái kết của Ninh Xuân rất đau đớn Ninh Xuân bị Tề Tuyên vương đâm 1 nhát dao vào tim, sau chuyện đó Vô Diệm được sắc phong làm Hoàng hậu......
Người đời sau viết rất nhiều truyện về nàng Chung Vô Diệm "Cân quắc bất nhượng tu mi" (phụ nữ không thua kém nam giới) để ca ngợi tài năng, đức độ và sự dũng cảm của bà.